# Белов, Александр Сергеевич (полковник)
Александр Сергеевич Белов (26 марта 1906 года, с. Ульянино, Московская губерния,  Российская империя — 28 ноября 1985 года,  СССР) — советский военачальник, полковник (1944).

## Биография
Родился 26 марта 1906 года в  селе Ульянино (ныне  Раменский район, Московская область).  Русский.

### Военная служба

#### Межвоенные годы
10 сентября 1928 года был призван в РККА  и зачислен курсантом в Московское военное училище им. ВЦИК. После его окончания назначен в 28-й стрелковый полк 10-й стрелковой дивизии в городе Вологда, где проходил службу командиром взвода и помощником командира роты, помощником начальника штаба полка, командиром роты, начальником штаба и командиром батальона, начальником штаба полка. Постановлением ЦИК СССР от 20 августа 1936 года за отличные показатели в боевой подготовке он был награжден орденом «Знак Почета». Летом 1939 года полк в составе дивизии был переведен в БОВО и участвовал в походе Красной армии в Западную Белоруссию и Прибалтику. В феврале 1940 года капитан  Белов назначается преподавателем тактики Пуховичского пехотного училища. В марте 1941 года переведен начальником штаба 111-го стрелкового полка 55-й стрелковой дивизии в городе Слуцк.

#### Великая Отечественная война
С началом  войны полк был поднят по тревоге и комбинированным маршем переброшен по Варшавскому шоссе под город Брест в район м. Миловидное и с ходу вступил в бой, затем отходил на Барановичи. 26 июня 1941 года под Барановичами капитан  Белов был тяжело ранен и эвакуирован в госпиталь. После излечения 1 августа 1941 года назначен начальником штаба 49-го стрелкового полка 50-й стрелковой дивизии. В составе 19-й армии Западного фронта участвовал с ним в Смоленском сражении и Вяземской оборонительной операции. В ходе последней с 12 октября дивизия вошла в подчинение 5-й армии и выступила затем в район город Верея. Выйдя в назначенный район, ее части выбили противника на западный берег реки Верея, где прочно закрепились. 17 октября дивизия в составе армии была переведена на Можайское шоссе и заняла оборону в районе ст. Тучково. 29 ноября в районе ст. Кубинка  Белов по приказу командира дивизии принял командование 359-м стрелковым полком. С 11 декабря участвовал с ним в контрнаступлении под Москвой, в прорыве обороны немцев на можайском направлении. 1 февраля 1942 года в боях под Гжатском вновь был тяжело ранен.
Приказом НКО от 30 апреля 1942 года майор  Белов назначается командиром 73-го гвардейского стрелкового полка 25-й гвардейской стрелковой Краснознаменной дивизии. До 11 июля дивизия находилась на формировании в Санковском районе Калининской области, затем была переброшена на Воронежский фронт, где вошла в 6-ю армию и заняла оборону по восточному берегу реки Битюг в районе Боброва. В начале августа полк форсировал реку Дон севернее города Коротояк и участвовал в освобождении этого города. Затем вел бои на плацдарме в районе Сторожевое 1-е, Селявное. До конца года полк вместе с другими частями дивизии вел бои по его удержанию. С января 1943 года полк под его командованием в составе той же дивизии 40-й армии участвовал в Острогожско-Россошанской, Воронежско-Касторненской наступательных, Харьковских наступательной и оборонительной операциях. За допущение прорыва обороны полка противником в боях западнее города Старый Оскол в конце апреля подполковник  Белов был отстранен от должности и отозван в распоряжение командующего 40-й армией. После расследования через три дня был назначен командиром 737-го стрелкового полка 206-й стрелковой дивизии.
2 июля 1943 года допущен к исполнению должности заместителя командира 184-й стрелковой дивизии. В составе 40-й, затем 6-й гвардейской армий Воронежского фронта участвовал с ней в Курской битве, в наступлении на белгородском направлении. С 23 июля дивизия была выведена в резерв Ставки ВГК и передислоцирована на Калининский фронт. В составе 20-й, а с 1 сентября — 39-й армий участвовал с ней в Смоленской, Духовщино-Демидовской наступательной операции. За освобождение города Духовщина дивизии было присвоено почетное наименование «Духовщинская». Перейдя к обороне южнее Витебска, она в составе 5-й армии Западного фронта до лета 1944 года прочно удерживала рубеж ст. Выдрея — Крынки — оз. Шолохове — К. Речкин. 21 декабря подполковник  Белов допущен к командованию 184-й стрелковой дивизией. В начале июня он сдал дивизию и с 26 июля 1944 года переведен на должность командира 32-й стрелковой Верхнеднепровской Краснознаменной дивизии. В составе 19-го стрелкового корпуса 33-й армии 3-го Белорусского фронта участвовал с ней в Каунасской наступательной операции, форсировании реки Неман и овладении города Мариямполе (31 июля). После тяжелых боев 19 августа дивизия, перерезав шоссе Вилкавишкис — Будезиоры (Литва), перешла к обороне, а с 28 августа вместе с корпусом была сосредоточена в районе Ионишкис и подчинена 1-му Прибалтийскому фронту. 7 сентября по состоянию здоровья полковник  Белов сдал командование дивизией и приказом по войскам фронта был назначен начальником гарнизона города Двинск, а в декабре направлен на учебу в Высшую военную академию им. К. Е. Ворошилова.

#### Послевоенное время
После войны в июне 1945 года окончил академические курсы усовершенствования офицерского состава и назначен председателем подкомиссии по разработке Курса стрельб при НКО СССР. В январе 1946 года полковник  Белов назначен командиром 62-го гвардейского стрелкового полка 22-й гвардейской стрелковой Рижской дивизии ЛВО в городе Выру (Эстония). В мае того же года переведен командиром 254-го гвардейского стрелкового полка им. Героя Советского Союза Александра Матросова 36-й гвардейской механизированной Ельнинской Краснознаменной ордена Суворова дивизии в городе Таллин. В марте 1947 года полк был передислоцирован на ст. Клоога (Эстония), где переформирован в 254-й гвардейский механизированный полк в составе 36-й гвардейской механизированной дивизии. С февраля 1949 года командовал 197-м гвардейским стрелковым ордена Кутузова полком в составе 64-й гвардейской стрелковой Красносельской Краснознаменной дивизии. В ноябре 1950 года зачислен в распоряжение командующего войсками округа, затем назначен преподавателем военной кафедры Ленинградского технологического института им. В. М. Молотова. 17 декабря 1954 года гвардии полковник Белов уволен в запас.
Умер 28 ноября 1985 года, похоронен на кладбище в селе Братовщине.

## Награды
- орден Ленина (05.11.1954)[5]
- два ордена Красного Знамени (10.11.1942[6], 20.06.1949[5][7])
- орден Отечественной войны I степени (10.04.1944)[8]
- орден Отечественной войны II степени (06.04.1985)[9]
- орден Красной Звезды  (03.11.1944)[5][10]
- орден «Знак Почета»  (20.08.1936)[3].
  - медали в том числе:
  - «За оборону Москвы» (27.06.1945)[11]
  - «За победу над Германией в Великой Отечественной войне 1941—1945 гг.» (03.06.1945)[12]